# Plaja Adolescenților
Plaja Adolescenților este un film original Disney Channel care a avut premiera pe 19 iulie 2013 pe Disney Channel, în rolurile principale aflându-se Ross Lynch și Maia Mitchell. Filmul este filmat în Puerto Rico. A fost singurul film din 2013, primul promo al filmului a fost lansat pe 15 februarie 2013 pe parcursul unui episod extins din serialul Jessie, iar trailerul oficial a fost lansat pe 15 martie la finalul unui episod din serialul Magicienii din Waverly Place. O continuare a fost anunțată , iar data premierei este 26 iunie 2015.

## Acțiune
Plaja Adolescenților este un film original Disney Channel și prezintă povestea unui cuplu de surferi adolescenți care se lasă purtați de ultimul val al verii, ce îi duce într-un mod misterios într-un film cu muzică și dans pe plajă clasic, Wet Side Story. Aici există o dispută între surferi și bicicliști pentru controlul plajei, unde toată lumea dintr-odată începe să cânte și să danseze. Brady și McKenzie trebuie să încerce să se întoarcă în prezent, dar viețile lor se pot schimbs pentru totdeauna când din neatenție schimbă firul poveștii de dragoste.

## Distribuție
- Ross Lynch - Brady
- Maia Mitchell - McKenzie
- Grace Phipps - Lela
- Garrett Clayton - Tanner
- John DeLuca - Butchy
- Chrissie Fit - Cheechee
- Suzanne Cryer - Mătușa Antoinette
- Barry Bostwick - Big Poppa
- Kevin Chamberlin - Dr. Fusion
- Steve Valentine - Les Camembert
- Jordan Fisher - Seacat
- Kent Boyd - Rascal
- Mollee Gray - Giggles
- William Loftis - Lugnut
- Jessica Lee Keller- Struts

## Coloana sonoră
Coloana sonoră a fost lansată pe 15 iulie 2013. Albumul a fost al patrulea cel mai bine vândut album din 2013 în Statele Unite ale Americii cu 407,000 copies sold în anul respectiv. Albumul a ocupat poziția a treia în cadrul Billboard 200 Charts.

### Melodii
| Nr. | Titlu                     | Artist(s)                                                | Lungime |  |
| 1.  | „Oxygen”                  | Hoku, Maia Mitchell                                      | 3:01    |  |
| 2.  | „Surf Crazy”              | Garrett Clayton , Teen Beach Movie Cast, Keely Hawkes    | 3:02    |  |
| 3.  | „Cruisin' for a Bruisin'” | Ross Lynch, Jason Evigan, Grace Phipps                   | 3:15    |  |
| 4.  | „Falling for Ya”          | Grace Phipps                                             | 3:12    |  |
| 5.  | „Meant to Be”             | Ross Lynch, Garrett Clayton, Maia Mitchell, Grace Phipps | 3:45    |  |
| 6.  | „Like Me”                 | Maia Mitchell, Ross Lynch, Grace Phipps, Garrett Clayton | 3:18    |  |
| 7.  | „Meant to Be (Reprise 1)” | Garrett Clayton, Grace Phipps                            | 1:40    |  |
| 8.  | „Can't Stop Singing”      | Ross Lynch, Maia Mitchell                                | 2:25    |  |
| 9.  | „Meant to Be (Reprise 2)” | Ross Lynch, Maia Mitchell                                | 0:34    |  |
| 10. | „Surf's Up”               | Ross Lynch, Maia Mitchell, Teen Beach Movie Cast         | 3:01    |  |
| 11. | „Coolest Cats in Town”    | Grace Phipps, Garrett Clayton, Jason Evigan              | 2:45    |  |
| 12. | „Surf Crazy Finale”       | Teen Beach Movie Cast                                    | 2:31    |  |
| 13. | „Cruisin' for a Bruisin'” | Teen Beach Movie Karaoke                                 | 3:15    |  |
| 14. | „Falling For Ya”          | Teen Beach Movie Karaoke                                 | 3:12    |  |
| 15. | „Surf's Up”               | Teen Beach Movie Karaoke                                 | 2:58    |  |